# كارل فلوري
كارل فلوري هو لاعب هوكي الجليد كندي، ولد في 22 أكتوبر 1973 في Sainte-Claire ‏ في كندا.

## وصلات خارجية
- كارل فلوري على موقع دوري الهوكي الوطني (الإنجليزية)
- كارل فلوري على موقع EliteProspects.com (الإنجليزية)
- كارل فلوري على موقع HockeyDB.com (الإنجليزية)